# 1999–2000-es UEFA-bajnokok ligája
Az 1999–2000-es UEFA-bajnokok ligája a legrangosabb európai nemzetközi labdarúgókupa, mely jelenlegi nevén 8., jogelődjeivel együttvéve 45. alkalommal került kiírásra. A döntőnek a Saint Denis-i Stade de France adott otthont. A döntőt a spanyol Real Madrid nyerte a Valenciával szemben.
A lebonyolítás sokban változott az előző szezonokhoz képest. Bővült azoknak az országoknak a köre, amelyek indíthatták a bajnokság második helyezettjét, sőt első alkalommal a legerősebb bajnokságok harmadik és negyedik helyezettjei is részt vehettek. Három selejtezőkör után 32 résztvevővel alakult ki az első csoportkör mezőnye. A két csoportelső jutott tovább a második csoportkörbe, a csoport harmadik helyezettje az UEFA-kupában folytatta. A negyedik helyezett kiesett. A második csoportkörben 16 csapat vett részt, ahonnan 8 csapat jutott az egyenes kieséses szakaszba.

## Csapatok
Az 1999–2000-es UEFA-bajnokok ligájában az alábbi 71 csapat vett részt.
| Csoportkör            | Csoportkör        | Csoportkör             | Csoportkör                |
| --------------------- | ----------------- | ---------------------- | ------------------------- |
| Manchester United     | Real Madrid       | Olympique de Marseille | FC Porto                  |
| Arsenal               | FC Barcelona      | Girondins de Bordeaux  | Olimbiakósz               |
| AC Milan              | Bayern München    | Feyenoord              | Rosenborg                 |
| Lazio                 | Bayer Leverkusen  | Willem II              | Sparta Praha              |
| Harmadik selejtezőkör |                   |                        |                           |
| Chelsea               | Fiorentina        | FK Teplice             | Servette FC               |
| Valencia CF           | Parma FC          | Galatasaray SK         | Sturm Graz                |
| Mallorca              | Borussia Dortmund | Aalborg BK             | AÉK                       |
| Olympique Lyonnais    | Hertha BSC        | PSV Eindhoven          | Croatia Zagreb            |
| Szpartak Moszkva      | Boavista          |                        |                           |
| Második selejtezőkör  |                   |                        |                           |
| Rapid București       | Brøndby           | Slovan Bratislava      | Dnyapro Mahiljov          |
| CSZKA Moszkva         | Beşiktaş JK       | Rapid Wien             | Widzew Łódź               |
| Rangers               | NK Maribor        | KRC Genk               | MTK Hungária              |
| Dinamo Tbiliszi       | Molde FK          | AIK                    | Hapóél Haifa              |
| Anórthoszisz          | Dinamo Kijiv      | Rijeka                 |                           |
| Első selejtezőkör     |                   |                        |                           |
| FK Partizan           | Skonto            | Zimbru Chișinău        | Valletta FC               |
| Litex Lovecs          | KF Tirana         | Jeunesse Esch          | St. Patrick’s Athletic FC |
| Haka                  | Glentoran         | Sloga Jugomagnat       | Barry Town FC             |
| HB Tórshavn           | ÍBV               | Araks Ararat           | Flora                     |
| Gəncə PFK             | Žalgiris Vilnius  |                        |                           |

## Selejtezők
A selejtezőket három fordulóban bonyolították le 1999. július 13. és augusztus 25. között. A selejtezőben 55 csapat vett részt.

### 1. selejtezőkör
Az első selejtezőkör párosításainak győztesei a második selejtezőkörbe jutottak, a vesztesek kiestek. Az első mérkőzéseket 1999. július 13-án és 14-én, a visszavágókat július 21-én játszották.
| 1. csapat                | Össz.Tooltip Aggregate score | 2. csapat       | 1. mérk. | 2. mérk. |
| ------------------------ | ---------------------------- | --------------- | -------- | -------- |
| ÍBV                      | 3–1                          | KF Tirana       | 1–0      | 2–1      |
| Litex Lovecs             | 5–0                          | Glentoran       | 3–0      | 2–0      |
| Žalgiris                 | 5–0                          | Araks Ararat    | 2–0      | 3–0      |
| HB Tórshavn              | 1–7                          | Haka            | 1–1      | 0–6      |
| Partizan                 | 10–1                         | Flora           | 6–0      | 4–1      |
| Jeunesse Esch            | 0–10                         | Skonto          | 0–2      | 0–8      |
| Sloga Jugomagnat         | 2–2 (i.g.)                   | Gəncə PFK       | 1–0      | 1–2      |
| Barry Town FC            | 2–3                          | Valletta FC     | 0–0      | 2–3      |
| Saint Patrick’s Athletic | 0–10                         | Zimbru Chișinău | 0–5      | 0–5      |

### 2. selejtezőkör
A 2. selejtezőkör párosításainak győztesei a 3. selejtezőkörbe jutottak, a vesztesek kiestek. Az első mérkőzéseket 1999. július 28-án, a visszavágókat augusztus 4-én játszották.
| 1. csapat        | Össz.Tooltip Aggregate score | 2. csapat         | 1. mérk. | 2. mérk.   |
| ---------------- | ---------------------------- | ----------------- | -------- | ---------- |
| Rapid Wien       | 5–0                          | Valletta FC       | 3–0      | 2–0        |
| Anórthoszisz     | 3–2                          | Slovan Bratislava | 2–1      | 1–1        |
| Partizan         | 6–1                          | Rijeka            | 3–1      | 3–0        |
| CSZKA Moszkva    | 2–4                          | Molde FK          | 2–0      | 0–4        |
| Litex Lovecs     | 5–5 (t. 2–3)                 | Widzew Łódź       | 4–1      | 1–4 (h.u.) |
| Haka             | 1–7                          | Rangers           | 1–4      | 0–3        |
| Dinamo Tbiliszi  | 2–3                          | Zimbru Chișinău   | 2–1      | 0–2        |
| Dnyapro Mahiljov | 0–3                          | AIK               | 0–1      | 0–2        |
| Sloga Jugomagnat | 0–2                          | Brøndby IF        | 0–1      | 0–1        |
| Rapid București  | 4–5                          | Skonto            | 3–3      | 1–2        |
| Beşiktaş JK      | 1–1 (i.g.)                   | Hapóél Haifa      | 1–1      | 0–0        |
| Dinamo Kijiv     | 3–0                          | Žalgiris          | 2–0      | 1–0        |
| ÍBV              | 1–5                          | MTK Hungária      | 0–2      | 1–3        |
| NK Maribor       | 5–4                          | KRC Genk          | 5–1      | 0–3        |

### 3. selejtezőkör
A 3. selejtezőkör párosításainak győztesei a csoportkörbe jutottak, a vesztesek az UEFA-kupa első fordulójába kerültek. Az első mérkőzéseket 1999. augusztus 10-én és 11-én, a visszavágókat augusztus 25-én játszották.
| 1. csapat          | Össz.Tooltip Aggregate score | 2. csapat         | 1. mérk. | 2. mérk.   |
| ------------------ | ---------------------------- | ----------------- | -------- | ---------- |
| Zimbru Chișinău    | 0–2                          | PSV Eindhoven     | 0–0      | 0–2        |
| Szpartak Moszkva   | 5–1                          | Partizan          | 2–0      | 3–1        |
| Chelsea            | 3–0                          | Skonto            | 3–0      | 0–0        |
| Rapid Wien         | 0–4                          | Galatasaray       | 0–3      | 0–1        |
| Fiorentina         | 5–1                          | Widzew Łódź       | 3–1      | 2–0        |
| AaB                | 3–4                          | Dinamo Kijiv      | 1–2      | 2–2        |
| Rangers            | 2–1                          | Parma FC          | 2–0      | 0–1        |
| Brøndby IF         | 3–6                          | Boavista          | 1–2      | 2–4 (h.u.) |
| AÉK                | 0–1                          | AIK               | 0–0      | 0–1        |
| Hapóél Haifa       | 0–4                          | Valencia CF       | 0–2      | 0–2        |
| Hertha BSC         | 2–0                          | Anórthoszisz      | 2–0      | 0–0        |
| Sturm Graz         | 4–3                          | Servette          | 2–1      | 2–2        |
| Molde FK           | 1–1 (i.g.)                   | RCD Mallorca      | 0–0      | 1–1        |
| Olympique Lyonnais | 0–3                          | NK Maribor        | 0–1      | 0–2        |
| Croatia Zagreb     | 2–0                          | MTK Hungária      | 0–0      | 2–0        |
| FK Teplice         | 0–2                          | Borussia Dortmund | 0–1      | 0–1        |

## Első csoportkör
A csoportkörben 32 csapat vett részt, a sorsoláskor nyolc darab négycsapatos csoportot képeztek. A csoportokban a csapatok körmérkőzéses, oda-visszavágós rendszerben mérkőztek meg egymással. A csoportok első  két helyezettje a második csoportkörbe jutott. A harmadik helyezettek az UEFA-kupa harmadik fordulójába kerültek. A negyedik helyezettek kiestek.

### A csoport
| Hely. | Csapat           | M | Gy | D | V | G+ | G– | Gk  | P  | Továbbjutás                         |  | LAZ | DKV | LEV | MRB |
| ----- | ---------------- | - | -- | - | - | -- | -- | --- | -- | ----------------------------------- |  | --- | --- | --- | --- |
| 1.    | Lazio            | 6 | 4  | 2 | 0 | 13 | 3  | +10 | 14 | Továbbjutott a második csoportkörbe |  | —   | 2–1 | 1–1 | 4–0 |
| 2.    | Dinamo Kijiv     | 6 | 2  | 1 | 3 | 8  | 8  | 0   | 7  | Továbbjutott a második csoportkörbe |  | 0–1 | —   | 4–2 | 0–1 |
| 3.    | Bayer Leverkusen | 6 | 1  | 4 | 1 | 7  | 7  | 0   | 7  | Átkerült az UEFA-kupába             |  | 1–1 | 1–1 | —   | 0–0 |
| 4.    | NK Maribor       | 6 | 1  | 1 | 4 | 2  | 12 | −10 | 4  |                                     |  | 0–4 | 1–2 | 0–2 | —   |

### B csoport
| Hely. | Csapat       | M | Gy | D | V | G+ | G– | Gk  | P  | Továbbjutás                         |  | BAR | FIO | ARS | AIK |
| ----- | ------------ | - | -- | - | - | -- | -- | --- | -- | ----------------------------------- |  | --- | --- | --- | --- |
| 1.    | FC Barcelona | 6 | 4  | 2 | 0 | 19 | 9  | +10 | 14 | Továbbjutott a második csoportkörbe |  | —   | 4–2 | 1–1 | 5–0 |
| 2.    | Fiorentina   | 6 | 2  | 3 | 1 | 9  | 7  | +2  | 9  | Továbbjutott a második csoportkörbe |  | 3–3 | —   | 0–0 | 3–0 |
| 3.    | Arsenal      | 6 | 2  | 2 | 2 | 9  | 9  | 0   | 8  | Átkerült az UEFA-kupába             |  | 2–4 | 0–1 | —   | 3–1 |
| 4.    | AIK          | 6 | 0  | 1 | 5 | 4  | 16 | −12 | 1  |                                     |  | 1–2 | 0–0 | 2–3 | —   |

### C csoport
| Hely. | Csapat            | M | Gy | D | V | G+ | G– | Gk | P  | Továbbjutás                         |  | ROS | FEY | DOR | BOA |
| ----- | ----------------- | - | -- | - | - | -- | -- | -- | -- | ----------------------------------- |  | --- | --- | --- | --- |
| 1.    | Rosenborg         | 6 | 3  | 2 | 1 | 12 | 5  | +7 | 11 | Továbbjutott a második csoportkörbe |  | —   | 2–2 | 2–2 | 2–0 |
| 2.    | Feyenoord         | 6 | 1  | 5 | 0 | 7  | 6  | +1 | 8  | Továbbjutott a második csoportkörbe |  | 1–0 | —   | 1–1 | 1–1 |
| 3.    | Borussia Dortmund | 6 | 1  | 3 | 2 | 7  | 9  | −2 | 6  | Átkerült az UEFA-kupába             |  | 0–3 | 1–1 | —   | 3–1 |
| 4.    | Boavista          | 6 | 1  | 2 | 3 | 4  | 10 | −6 | 5  |                                     |  | 0–3 | 1–1 | 1–0 | —   |

### D csoport
| Hely. | Csapat                 | M | Gy | D | V | G+ | G– | Gk | P  | Továbbjutás                         |  | MUN | MAR | STM | CZG |
| ----- | ---------------------- | - | -- | - | - | -- | -- | -- | -- | ----------------------------------- |  | --- | --- | --- | --- |
| 1.    | Manchester United      | 6 | 4  | 1 | 1 | 9  | 4  | +5 | 13 | Továbbjutott a második csoportkörbe |  | —   | 2–1 | 2–1 | 0–0 |
| 2.    | Olympique de Marseille | 6 | 3  | 1 | 2 | 10 | 8  | +2 | 10 | Továbbjutott a második csoportkörbe |  | 1–0 | —   | 2–0 | 2–2 |
| 3.    | Sturm Graz             | 6 | 2  | 0 | 4 | 5  | 12 | −7 | 6  | Átkerült az UEFA-kupába             |  | 0–3 | 3–2 | —   | 1–0 |
| 4.    | Croatia Zagreb         | 6 | 1  | 2 | 3 | 7  | 7  | 0  | 5  |                                     |  | 1–2 | 1–2 | 3–0 | —   |

### E csoport
| Hely. | Csapat      | M | Gy | D | V | G+ | G– | Gk | P  | Továbbjutás                         |  | RMA | POR | OLY | MOL |
| ----- | ----------- | - | -- | - | - | -- | -- | -- | -- | ----------------------------------- |  | --- | --- | --- | --- |
| 1.    | Real Madrid | 6 | 4  | 1 | 1 | 15 | 7  | +8 | 13 | Továbbjutott a második csoportkörbe |  | —   | 3–1 | 3–0 | 4–1 |
| 2.    | FC Porto    | 6 | 4  | 0 | 2 | 9  | 6  | +3 | 12 | Továbbjutott a második csoportkörbe |  | 2–1 | —   | 2–0 | 3–1 |
| 3.    | Olimbiakósz | 6 | 2  | 1 | 3 | 9  | 12 | −3 | 7  | Átkerült az UEFA-kupába             |  | 3–3 | 1–0 | —   | 3–1 |
| 4.    | Molde FK    | 6 | 1  | 0 | 5 | 6  | 14 | −8 | 3  |                                     |  | 0–1 | 0–1 | 3–2 | —   |

### F csoport
| Hely. | Csapat         | M | Gy | D | V | G+ | G– | Gk | P  | Továbbjutás                         |  | VAL | BAY | RAN | PSV |
| ----- | -------------- | - | -- | - | - | -- | -- | -- | -- | ----------------------------------- |  | --- | --- | --- | --- |
| 1.    | Valencia CF    | 6 | 3  | 3 | 0 | 8  | 4  | +4 | 12 | Továbbjutott a második csoportkörbe |  | —   | 1–1 | 2–0 | 1–0 |
| 2.    | Bayern München | 6 | 2  | 3 | 1 | 7  | 6  | +1 | 9  | Továbbjutott a második csoportkörbe |  | 1–1 | —   | 1–0 | 2–1 |
| 3.    | Rangers        | 6 | 2  | 1 | 3 | 7  | 7  | 0  | 7  | Átkerült az UEFA-kupába             |  | 1–2 | 1–1 | —   | 4–1 |
| 4.    | PSV Eindhoven  | 6 | 1  | 1 | 4 | 5  | 10 | −5 | 4  |                                     |  | 1–1 | 2–1 | 0–1 | —   |

### G csoport
| Hely. | Csapat                | M | Gy | D | V | G+ | G– | Gk | P  | Továbbjutás                         |  | SPP | BOR | SPM | WIL |
| ----- | --------------------- | - | -- | - | - | -- | -- | -- | -- | ----------------------------------- |  | --- | --- | --- | --- |
| 1.    | Sparta Praha          | 6 | 3  | 3 | 0 | 14 | 6  | +8 | 12 | Továbbjutott a második csoportkörbe |  | —   | 0–0 | 5–2 | 4–0 |
| 2.    | Girondins de Bordeaux | 6 | 3  | 3 | 0 | 7  | 4  | +3 | 12 | Továbbjutott a második csoportkörbe |  | 0–0 | —   | 2–1 | 3–2 |
| 3.    | Szpartak Moszkva      | 6 | 1  | 2 | 3 | 9  | 12 | −3 | 5  | Átkerült az UEFA-kupába             |  | 1–1 | 1–2 | —   | 1–1 |
| 4.    | Willem II             | 6 | 0  | 2 | 4 | 7  | 15 | −8 | 2  |                                     |  | 3–4 | 0–0 | 1–3 | —   |

### H csoport
| Hely. | Csapat         | M | Gy | D | V | G+ | G– | Gk | P  | Továbbjutás                         |  | CHE | HER | GAL | MIL |
| ----- | -------------- | - | -- | - | - | -- | -- | -- | -- | ----------------------------------- |  | --- | --- | --- | --- |
| 1.    | Chelsea        | 6 | 3  | 2 | 1 | 10 | 3  | +7 | 11 | Továbbjutott a második csoportkörbe |  | —   | 2–0 | 1–0 | 0–0 |
| 2.    | Hertha BSC     | 6 | 2  | 2 | 2 | 7  | 10 | −3 | 8  | Továbbjutott a második csoportkörbe |  | 2–1 | —   | 1–4 | 1–0 |
| 3.    | Galatasaray SK | 6 | 2  | 1 | 3 | 10 | 13 | −3 | 7  | Átkerült az UEFA-kupába             |  | 0–5 | 2–2 | —   | 3–2 |
| 4.    | AC Milan       | 6 | 1  | 3 | 2 | 6  | 7  | −1 | 6  |                                     |  | 1–1 | 1–1 | 2–1 | —   |

## Második csoportkör
A második csoportkörben az a 16 csapat vett részt, amelyek az első csoportkör során a saját csoportjuk első két helyének valamelyikén végeztek. A csoportokban a csapatok körmérkőzéses, oda-visszavágós rendszerben mérkőztek meg egymással. A csoportok első két helyezettje az egyenes kieséses szakaszba jutott. A harmadik és negyedik helyezettek kiestek.

### A csoport
| Hely. | Csapat       | M | Gy | D | V | G+ | G– | Gk  | P  | Továbbjutás                                |     | BAR | POR | SPP | HER |
| ----- | ------------ | - | -- | - | - | -- | -- | --- | -- | ------------------------------------------ | --- | --- | --- | --- | --- |
| 1.    | FC Barcelona | 6 | 5  | 1 | 0 | 17 | 5  | +12 | 16 | Továbbjutott az egyenes kieséses szakaszba |     | —   | 4–2 | 5–0 | 3–1 |
| 2.    | FC Porto     | 6 | 3  | 1 | 2 | 8  | 8  | 0   | 10 | Továbbjutott az egyenes kieséses szakaszba |     | 0–2 | —   | 2–2 | 1–0 |
| 3.    | Sparta Praha | 6 | 1  | 2 | 3 | 5  | 12 | −7  | 5  |                                            |     | 1–2 | 0–2 | —   | 1–0 |
| 4.    | Hertha BSC   | 6 | 0  | 2 | 4 | 3  | 8  | −5  | 2  |                                            | 1–1 | 0–1 | 1–1 | —   |     |

### B csoport
| Hely. | Csapat            | M | Gy | D | V | G+ | G– | Gk | P  | Továbbjutás                                |     | MUN | VAL | FIO | BOR |
| ----- | ----------------- | - | -- | - | - | -- | -- | -- | -- | ------------------------------------------ | --- | --- | --- | --- | --- |
| 1.    | Manchester United | 6 | 4  | 1 | 1 | 10 | 4  | +6 | 13 | Továbbjutott az egyenes kieséses szakaszba |     | —   | 3–0 | 3–1 | 2–0 |
| 2.    | Valencia CF       | 6 | 3  | 1 | 2 | 9  | 5  | +4 | 10 | Továbbjutott az egyenes kieséses szakaszba |     | 0–0 | —   | 2–0 | 3–0 |
| 3.    | Fiorentina        | 6 | 2  | 2 | 2 | 7  | 8  | −1 | 8  |                                            |     | 2–0 | 1–0 | —   | 3–3 |
| 4.    | Bordeaux          | 6 | 0  | 2 | 4 | 5  | 14 | −9 | 2  |                                            | 1–2 | 1–4 | 0–0 | —   |     |

### C csoport
| Hely. | Csapat         | M | Gy | D | V | G+ | G– | Gk | P  | Továbbjutás                                |     | BAY | RMA | DKV | ROS |
| ----- | -------------- | - | -- | - | - | -- | -- | -- | -- | ------------------------------------------ | --- | --- | --- | --- | --- |
| 1.    | Bayern München | 6 | 4  | 1 | 1 | 13 | 8  | +5 | 13 | Továbbjutott az egyenes kieséses szakaszba |     | —   | 4–1 | 2–1 | 2–1 |
| 2.    | Real Madrid    | 6 | 3  | 1 | 2 | 11 | 12 | −1 | 10 | Továbbjutott az egyenes kieséses szakaszba |     | 2–4 | —   | 2–2 | 3–1 |
| 3.    | Dinamo Kijiv   | 6 | 3  | 1 | 2 | 10 | 8  | +2 | 10 |                                            |     | 2–0 | 1–2 | —   | 2–1 |
| 4.    | Rosenborg      | 6 | 0  | 1 | 5 | 5  | 11 | −6 | 1  |                                            | 1–1 | 0–1 | 1–2 | —   |     |

### D csoport
| Hely. | Csapat                 | M | Gy | D | V | G+ | G– | Gk | P  | Továbbjutás                                |     | LAZ | CHE | FEY | MAR |
| ----- | ---------------------- | - | -- | - | - | -- | -- | -- | -- | ------------------------------------------ | --- | --- | --- | --- | --- |
| 1.    | Lazio                  | 6 | 3  | 2 | 1 | 10 | 4  | +6 | 11 | Továbbjutott az egyenes kieséses szakaszba |     | —   | 0–0 | 1–2 | 5–1 |
| 2.    | Chelsea                | 6 | 3  | 1 | 2 | 8  | 5  | +3 | 10 | Továbbjutott az egyenes kieséses szakaszba |     | 1–2 | —   | 3–1 | 1–0 |
| 3.    | Feyenoord              | 6 | 2  | 2 | 2 | 7  | 7  | 0  | 8  |                                            |     | 0–0 | 1–3 | —   | 3–0 |
| 4.    | Olympique de Marseille | 6 | 1  | 1 | 4 | 2  | 11 | −9 | 4  |                                            | 0–2 | 1–0 | 0–0 | —   |     |

## Egyenes kieséses szakasz
Az egyenes kieséses szakaszban az a 8 csapat vett részt, amelyek a második csoportkör során a saját csoportjuk első két helyének valamelyikén végeztek.
|  | Negyeddöntők      | Negyeddöntők      | Negyeddöntők   | Negyeddöntők   | Negyeddöntők |   |             | Elődöntők   | Elődöntők | Elődöntők | Elődöntők | Elődöntők |  |  | Döntő | Döntő | Döntő |  |
|  |                   |                   |                |                |              |   |             |             |           |           |           |           |  |  |       |       |       |  |
|  | Real Madrid       | Real Madrid       | 0              | 3              | 3            |   |             |             |           |           |           |           |  |  |       |       |       |  |
|  | Real Madrid       | Real Madrid       | 0              | 3              | 3            |   |             |             |           |           |           |           |  |  |       |       |       |  |
|  | Manchester United | Manchester United | 0              | 2              | 2            |   |             |             |           |           |           |           |  |  |       |       |       |  |
|  | Manchester United | Manchester United | 0              | 2              | 2            |   | Real Madrid | Real Madrid | 2         | 1         | 3         |           |  |  |       |       |       |  |
|  |                   |                   |                |                |              |   | Real Madrid | Real Madrid | 2         | 1         | 3         |           |  |  |       |       |       |  |
|  |                   |                   | Bayern München | Bayern München | 0            | 2 | 2           |             |           |           |           |           |  |  |       |       |       |  |
|  | FC Porto          | FC Porto          | Bayern München | Bayern München | 0            | 2 | 2           | 1           | 1         | 2         |           |           |  |  |       |       |       |  |
|  | FC Porto          | FC Porto          |                |                |              |   |             |             |           | 2         |           |           |  |  |       |       |       |  |
|  | Bayern München    | Bayern München    | 1              | 2              | 3            |   |             |             |           |           |           |           |  |  |       |       |       |  |
|  | Bayern München    | Bayern München    | 1              | 2              | 3            |   | Real Madrid | Real Madrid | 3         |           |           |           |  |  |       |       |       |  |
|  |                   |                   |                |                |              |   |             |             |           |           |           |           |  |  |       |       |       |  |
|  |                   |                   | Valencia CF    | Valencia CF    | 0            |   |             |             |           |           |           |           |  |  |       |       |       |  |
|  | Valencia CF       | Valencia CF       | Valencia CF    | Valencia CF    | 0            | 5 | 0           | 5           |           |           |           |           |  |  |       |       |       |  |
|  | Valencia CF       | Valencia CF       |                |                |              |   |             | 5           |           |           |           |           |  |  |       |       |       |  |
|  | Lazio             | Lazio             | 2              | 1              | 3            |   |             |             |           |           |           |           |  |  |       |       |       |  |
|  | Lazio             | Lazio             | 2              | 1              | 3            |   | Valencia CF | Valencia CF | 4         | 1         | 5         |           |  |  |       |       |       |  |
|  |                   |                   |                |                |              |   | Valencia CF | Valencia CF | 4         | 1         | 5         |           |  |  |       |       |       |  |
|  |                   |                   | FC Barcelona   | FC Barcelona   | 1            | 2 | 3           |             |           |           |           |           |  |  |       |       |       |  |
|  | Chelsea           | Chelsea           | FC Barcelona   | FC Barcelona   | 1            | 2 | 3           | 3           | 1         | 4         |           |           |  |  |       |       |       |  |
|  | Chelsea           | Chelsea           |                |                |              |   |             |             |           | 4         |           |           |  |  |       |       |       |  |
|  | FC Barcelona      | FC Barcelona      | 1              | 5              | 6            |   |             |             |           |           |           |           |  |  |       |       |       |  |

### Negyeddöntők
Az első mérkőzéseket 2000. április 4-én és 5-én, a visszavágókat április 18-án és 19-én játszották.
| 1. csapat   | Össz.Tooltip Aggregate score | 2. csapat         | 1. mérk. | 2. mérk.   |
| ----------- | ---------------------------- | ----------------- | -------- | ---------- |
| Real Madrid | 3–2                          | Manchester United | 0–0      | 3–2        |
| FC Porto    | 2–3                          | Bayern München    | 1–1      | 1–2        |
| Chelsea     | 4–6                          | FC Barcelona      | 3–1      | 1–5 (h.u.) |
| Valencia CF | 5–3                          | Lazio             | 5–2      | 0–1        |

### Elődöntők
Az első mérkőzéseket 2000. május 2-án és 3-án, a visszavágókat május 9-én és 10-én játszották.
| 1. csapat   | Össz.Tooltip Aggregate score | 2. csapat      | 1. mérk. | 2. mérk. |
| ----------- | ---------------------------- | -------------- | -------- | -------- |
| Valencia CF | 5–3                          | FC Barcelona   | 4–1      | 1–2      |
| Real Madrid | 3–2                          | Bayern München | 2–0      | 1–2      |

### Döntő
| 2000. május 24. 20:45 (CEST) |

| Real Madrid                          | 3–0               | Valencia CF |
| ------------------------------------ | ----------------- | ----------- |
| Morientes 39' McManaman 67' Raúl 75' | (1–0) Jegyzőkönyv |             |

| Stade de France, Saint Denis Nézőszám: 78 759 Játékvezető: Stefano Braschi (olasz) |

| Az 1999–2000-es UEFA-bajnokok ligája győztese |
| --------------------------------------------- |
| Real Madrid 8. cím                            |